# William Morton Dey
William Morton Dey  (* 23. Juni 1880 in Norfolk (Virginia); † 1961) war ein US-amerikanischer Romanist.

## Werk
Dey studierte an der University of Virginia und promovierte 1906 an der Harvard University mit der Arbeit The history of the prefix por- in Old French (erschienen u. d. T. The Latin prefix „pro“ in French, in: Studies in Philology 12, 1915, Nr. 4). Er war von 1909 bis 1949 (der erste) Professor für Romanische Philologie an der University of North Carolina at Chapel Hill, zuletzt als Kenan Professor of Romance Languages and Literatures.

Dey war Ritter der Ehrenlegion (1949). In Chapel Hill ist die Dey Hall nach ihm benannt.

## Werke
- (Hrsg.) Benjamin Constant, Adolphe, New York 1918
- (mit André Béziat de Bordes [1870–1924]) French grammar, Richmond 1927